# کوهگرات
کوهگرات (به لاتین: Kuhgrat) یک کوه در لیختن‌اشتاین است که در Liechtenstein / Austria واقع شده‌است. کوهگرات ۲٬۱۲۳ متر بالاتر از سطح دریا واقع شده‌است.